# Procès de Ghazi Béji et Jabeur Mejri
Pour les articles homonymes, voir Béji.
Le procès de Ghazi Béji et Jabeur Mejri, deux civils tunisiens, conduit en 2012 à leur condamnation à sept ans et demi de prison pour « atteinte à la morale, diffamation et perturbation de l'ordre public » après leur publication en ligne de caricatures du prophète Mahomet.
Mejri est gracié par le président de la République, Moncef Marzouki, le 19 février 2014 et libéré le 4 mars malgré l'attente de son jugement pour d'autres affaires de droit commun.

## Procès
Jabeur Mejri est traduit devant la cour alors que Ghazi Béji est en fuite en Europe pour échapper à la persécution. Tous deux sont condamnés, le 28 mars 2012, à sept ans et demi de prison et une amende de 1 200 dinars chacun par le tribunal de première instance de Mahdia pour « atteinte à la morale, diffamation et perturbation de l'ordre public » après leur publication de caricatures du prophète Mahomet sur Facebook,. Béji a par ailleurs publié en ligne un livre intitulé L'Illusion de l'islam.
La peine est confirmée par la cour d'appel de Monastir le 25 juin 2012 puis par la Cour de cassation de Tunis le 25 avril 2013. L'avocat de Mejri objecte pour son client, le qualifiant d'« instable mentalement » et de chômeur durant les six années précédentes.

## Réactions officielles
Le porte-parole de la présidence de la République, Adnen Manser, affirme que « les attaques contre les symboles sacrés de l'islam » ne peuvent être considérées comme relevant de la liberté d'expression et qualifie l'acte de Mejri de « forme d'extrémisme ».
Le 26 septembre 2013, lors d'une conférence au Council on Foreign Relations, le président Marzouki déclare que Mejri ne peut être libéré pour le moment et justifie cette prise de position par la « présence de salafistes violents en Tunisie qui mettraient sa vie en danger ». Il affirme par ailleurs dans une interview accordée à France Info le 6 novembre qu'il « va le faire libérer », qu'il attend une « accalmie politique » et qu'il « ne veut pas que cette libération soulève des débats ».

## Réactions nationales et internationales
Initialement, quelques organisations s'expriment sur l'affaire, telles que la Ligue tunisienne des droits de l'homme et Reporters sans frontières, ainsi que des militants indépendants.

### Amnesty International
Amnesty International qualifie Mejri et Béji de prisonniers d'opinion condamnés seulement pour leur point de vue pacifique. L'organisation décrit l'affaire comme une attaque montée par le gouvernement tunisien contre la liberté d'expression et appelle à l'annulation immédiate de la sentence.

### International Freedom of Expression Exchange
L'International Freedom of Expression Exchange décrit l'affaire comme un événement extrêmement perturbant, l'une des attaques répétitives contre les journalistes, artistes et femmes qui ont « commis » le crime d'exprimer librement leurs opinions.

### Médias
Reuters considère que le procès est une confirmation que les islamistes, au pouvoir en Tunisie après la révolution de 2011, tentent de supprimer la liberté d'expression.
Associated Press décrit quant à elle l'affaire comme choquante pour les Tunisiens et un signe de l'importance de l'islam en Tunisie.
La Deutsche Welle cite la désillusion post-révolution pointée par les blogueurs tunisiens qui déclarent que « la révolution a échoué ». Un blogueur en fait un exemple de la condamnation « sélective » du gouvernement, les appels à la violence et au terrorisme sur Facebook n'étant jamais pris au sérieux.

## Grâces et libérations
Le 4 juillet 2013, une demande de grâce présidentielle est déposée par l'avocate Bochra Belhaj Hmida auprès du ministère de la Justice. Cette dernière n'a pas de suite et Mejri reste en prison. La grâce est finalement accordée le 19 février 2014, et Jabeur Mejri libéré le 4 mars.
Il est à nouveau arrêté le 18 avril pour insulte à un greffier et condamné le 29 avril à huit mois de prison ferme, avant d'être gracié le 14 octobre.